# 井坂俊哉
井坂 俊哉（いさか しゅんや、1979年5月10日 - ）は、日本の俳優。静岡県磐田市出身。元ジュビロ磐田ユースGK。身長181cm 体重67kg。

## 来歴
中学生からサッカークラブ・ジュビロ磐田のジュニアユースのゴールキーパーを経験し、高校でサッカーと語学勉強を兼ねてオーストラリアへ留学も、中学時代から故障がちだった身体の影響で怪我を負い、サッカーの道を断念。日本に帰国後、ガソリンスタンドやレストラン、コンビニエンスストアなどでアルバイトを経験したが、どれも自分の肌には合わなかったという。その後、演技や芸能界を全く知らない状況下で、芸能事務所の社長を紹介され、俳優に転身。
2000年にドラマ『アナザヘヴン』で俳優デビュー。2004年から2005年に特撮ドラマ『幻星神ジャスティライザー』の平賀真也 / ライザーガント役で知名度をあげた。
2005年、ジュビロ磐田のジュニアユースだったころの経験を活かし、TBS『スポーツマンNo.1決定戦』に2度出場した。
2006年にNHK連続テレビ小説『純情きらり』で注目され、2007年に『パッチギ! LOVE&PEACE』に出演。主人公リ・アンソン役を演じた。
2016年9月3日付けで所属していたホットロードとの契約を解除した。
現在は山陰地方を中心に活動するローカルヒーロー「シーレイヴ」のアンバサダーを務めている。

## 人物
- 趣味はサーフィン、ウェイクボード、スノーボード、ビリヤード。
- 特技はサッカー（元ジュビロ磐田ジュニアユース）、英会話。

## スポーツマンNo.1決定戦
第15回芸能人サバイバルバトル（2005年9月28日放送）
BURN OUT GUYSでは長いリーチを活かして、雲梯を3つ飛ばしで進むパフォーマンスを魅せた。SPIN OFF 2回戦進出、MONSTER BOX 14段の活躍もQUICK MUSCLEが失格に終わり総合12位で脱落。
第16回芸能人サバイバルバトル（2006年3月29日放送）
REVOLITIONは1回戦敗退に終わるも、SPIN OFFでは唯一のシードを獲得。2回戦（初戦）で上地雄輔との10秒以上の善戦の末に勝利し準決勝進出。準決勝でパッション屋良に敗れた。MONSTER BOXは15段をクリア。16段では、自身の挑戦前まで4人連続失敗の中、最初の成功者に名乗りを上げた。3種目終了時点でパッションと並んで総合2位タイにいたが、QUICK MUSCLEでは42回目の時点で苦しくなり、1分半近く耐えて末に辛うじて記録を残したが、記録を残した12人の中では11位に終わる。TAIL IMPOSSIBLEでは第1レースの4周目の最終コーナー手前で滝川英治にまくられ脱落。後半2種目で40Pしかポイントを獲得できなかったことが災いし、総合ランキングで上地に10P差で逆転され、総合7位で最終種目進出を逃した。
芸能人サバイバルバトル
| 大会   | 放送日        | 総合順位 |
| ------ | ------------- | -------- |
| 第15回 | 2005年9月28日 | 12位     |
| 第16回 | 2006年3月29日 | 7位      |

## 出演

### 映画
- GO（2001年10月20日公開、東映配給、行定勲監督）
- 零 ゼロ（2004年1月31日公開、ケイエスエス配給、井出良英監督）
- 劇場版 超星艦隊セイザーX 戦え!星の戦士たち（2005年12月17日公開、東宝配給、大森一樹監督） - 平賀真也 / ライザーガント 役[1]
- RAINBOW DRIVEINN レインボー ドライブイン（2006年2月18日公開、チェイスフィルム配給、大江利哉監督） - 主演・RYU 役
- パッチギ! LOVE&PEACE（2007年5月19日公開、シネカノン配給、井筒和幸監督） - 主演・李安成（アンソン） 役
- 砂時計（2008年公開、佐藤信介監督） - 北村大悟 役
- アリア（2008年製作、2008年11月29日公開、村松亮太郎監督） - 主演・俊太郎 役
- 空へ-救いの翼 RESCUE WINGS-（2008年12月公開、手塚昌明監督） - 織田龍平 役
- TOGETHER（2009年公開、武藤数顕監督） - 主演・安斎拓也 役
- わたし出すわ（2009年10月31日公開、森田芳光監督） - 道上保 役
- 青い青い空（2010年10月9日公開、太田隆文監督） - 書道教師・六角橋先生 役
- アウトレイジ ビヨンド（2012年10月6日公開、北野武監督） - 久保 役
- 図書館戦争（2013年、佐藤信介監督）
- 牙狼-GARO- -GOLDSTORM- 翔（2015年3月28日公開、雨宮慶太監督） - 阿号 役
- GONIN サーガ（2015年、石井隆監督） - 黒木正行 役
  - GONIN サーガ　ディレクターズ・ロングバージョン　（2016年、石井隆監督） - 黒木正行 役
- 縁〜The Bride of Izumo〜（2016年） - 大森充 役

### テレビドラマ
- アナザヘヴン〜eclipse〜（2000年4月20日 - 6月29日、テレビ朝日）
- カバチタレ!（2001年1月11日 - 3月22日、フジテレビ） - 医者・弟 役
- Pure Soul〜君が僕を忘れても〜（2001年4月9日 - 6月25日、読売テレビ）
- 早乙女タイフーン（2001年7月7日 - 9月22日、テレビ朝日）
- Pな彼女 〜カルロスに憧れて〜（2002年、TBS）
- 恋は戦い!（2003年1月9日 - 3月13日、テレビ朝日） - 三沢洋介 役
- 愛と資本主義（2003年11月29日、WOWOW）
- 幻星神ジャスティライザー（2004年10月2日 - 2005年9月24日、テレビ東京） - 平賀真也 / ライザーガント 役
- 零のかなたへ〜THE WINDS OF GOD〜（2005年9月10日、テレビ朝日）
- 純情きらり（2006年4月3日 - 9月30日、NHK） - 高島キヨシ 役
- 14才の母（2006年10月11日 - 12月20日、日本テレビ） - 原口和明 役
- リセット 第4話（2009年2月5日、読売テレビ） - 戸谷 役
- MR.BRAIN（2009年5月23日 - 7月11日、TBS） - 浪越克己 役
- 科捜研の女（2009年9月3日、テレビ朝日） - 機動隊員・東貴昭 役
- 傍聴マニア09〜裁判長!ここは懲役4年でどうすか〜（2009年12月24日、読売テレビ） - 被告人・早川勝 役
- 松本清張ドラマスペシャル・霧の旗（2010年3月16日、日本テレビ） - 杉浦健次 役
- おみやさん 第7シリーズ 第4話（2010年5月13日、テレビ朝日） - 黒川哲郎 役
- 心の糸（2010年11月27日、NHK）
- モリのアサガオ 第9話「最終章へ! 魂の叫び兄妹の秘密」（2010年12月13日、テレビ東京） - 田尻達男 役
- URAKARA 第3話（2011年1月28日、テレビ東京） - 田之倉仁 役
- LADY〜最後の犯罪プロファイル〜 第7話（2011年2月18日、TBS） - 柿本 役
- 金曜プレステージ「外科医 鳩村周五郎8」（2011年7月1日、フジテレビ） - 岩村孝昭 役
- 浪花少年探偵団 第10話（2012年9月3日、TBS） - 松本悟郎 役
- ダブルス〜二人の刑事（2013年4月18日 - 6月13日、テレビ朝日） - 西村直樹 役
- 名もなき毒（2013年8月12日 - 9月16日、TBS） - 森川刑事 役
- 水曜ミステリー9（テレビ東京）
  - 「小杉健治サスペンス 決断」（2015年3月4日） - 野川三郎 役
  - 「検事・沢木正夫4 自首」（2016年9月14日） - 平間亘彦 役
- 図書館戦争 ブック・オブ・メモリーズ（2015年10月5日、TBS）
- 模倣犯（2016年） - 薮田元 役

### Vシネマ
- 新・鯨道 侠魂（2009年）全2作 - 出原勇美 役
- 幻星神ジャスティライザー ひみつ大公開DVD（2005年） - ライザーガント / 平賀真也 役
- 幻星神ジャスティライザー スーパーバトルメモリー（2005年） - 平賀真也 役

### TV
- 「最強の男は誰だ!壮絶筋肉バトル!!スポーツマンNo.1決定戦」（2005年9月28日・2006年3月29日、TBS）
- 「世界ウルルン滞在記」（TBS）
  - 2005年 イタリア編
  - 2007年 シルクロード編